# 潜在右翼
潜在右翼（せんざいうよく）とは、右翼思想を信奉し、いざという時は実力行使してでもその意志を貫徹するという価値観を持っているが、それを他人に公言していない人物のことを指す日本の警察用語である。心情右翼とも呼ばれる。

## 概要
日本の右翼は「一人一党」を標榜し、一匹狼的な気質があるため、既存の右翼団体（つまり公安警察の要警戒対象とされているような名の知れた団体）とは一切関わりを持たない右翼人士も少なくない。
右翼が起こすテロ・ゲリラ事件の特徴として、その半数以上が公安警察の視察下にない個人や団体によって引き起こされていることが挙げられる。その一例としては、「建国義勇軍事件」がある。そのため、公安警察では、身元を隠してインターネット上の掲示板やブログ等で右翼的な主張をしたり、韓国・朝鮮や中華人民共和国への批判を執拗にする人物の身元を特定したり、刑事部門や地域警察官の協力を得ながら潜在右翼の発見に努めている。発見された潜在右翼は、現住所や職場、学歴および職歴、武道経験の有無、使用車両ナンバー、親族の個人情報、交友関係等の個人情報を把握され、違法行為や過激化の有無にかかわらず、全て公安警察の「容疑解明対象者個人台帳」に登録される。公安警察では、定期的に潜在右翼を視察して個人情報の把握を続け、「容疑解明対象者個人台帳」の各項目を更新するとともに、違法行為をしていないかどうかを確認している。視察の過程で、潜在右翼の親族や友人の背後関係を調べると、未把握の新たな潜在右翼が発見されることもある。一水会の鈴木邦男によれば、公安警察では、潜在右翼の親族や友人も潜在右翼とみなしているとされる。警察庁及び公安調査庁では、近年わが国と諸外国との諸問題が顕在化したことにより潜在右翼が膨大に増殖しており、現在も潜在右翼やタカ派の保守が増加し続けていることを厳しい情勢として認め、潜在右翼の発見と違法行為の未然防止、検挙に全力を挙げる構えである。
潜在右翼が起こした事件の場合、右翼団体とは認められない任意団体としての事件であったり、背後関係が不明であるため、よくマスコミから「自称右翼団体○○塾の構成員・◇◇容疑者」のように報じられることが多い。